# Lijst van badplaatsen in Egypte
Hieronder staat een alfabetisch gerangschikte lijst met badplaatsen en stranden in Egypte.

## A
- Alexandrië

## D
- Dahab

## E
- El Alamein
- El Gouna
- El Tur

## H
- Hurghada

## S
- Sharm el-Sheikh

Australië ·
België ·
Brazilië ·
Egypte ·
Frankrijk ·
Israël ·
Mexico ·
Nederland ·
Portugal ·
Spanje ·
Turkije .
Verenigde Staten